# Communauté de communes du Barséquanais en Champagne
La communauté de communes du Barséquanais en Champagne est une communauté de communes française, située dans le département de l'Aube et la région Grand Est.
Elle est issue de la fusion en 2017 des trois communautés de communes de la Région des Riceys, du Barséquanais et de l'Arce et de l'Ource.

## Historique
Le projet de schéma départemental de coopération intercommunale de 2015 impose une fusion aux communautés de communes dont le seuil de population de 5 000 habitants n'est pas atteint obligeant la Région des Riceys (2300 habitants) et l'Arce et de l'Ource (3500 habitants) à fusionner.
Déjà réunion dans le pays du Barséquanais, le territoire est structuré par une ville de moins de 5 000 habitants (Bar-sur-Seine), quatre bourgs secondaires (Essoyes, Mussy-sur-Seine, Les Riceys et Saint-Parres-lès-Vaudes) et une majorité de petites communes de moins de 200 habitants.
L’activité économique est principalement rurale et dominée par la production viticole, en partie classée en Appellation d’Origine Contrôlée Champagne. Les autres activités industrielles sont essentiellement implantées à proximité de la RN 71 et sur l’agglomération de Bar-sur-Seine qui constitue le pôle d’équipements et de services intermédiaires du territoire.
L'arrêté sera pris le 1er décembre 2016.

## Composition
La communauté de communes est composée des 53 communes suivantes :

| Nom                     | Code Insee | Gentilé             | Superficie (km2) | Population (dernière pop. légale) | Densité (hab./km2) |
| ----------------------- | ---------- | ------------------- | ---------------- | --------------------------------- | ------------------ |
| Bar-sur-Seine (siège)   | 10034      | Barrois             | 27,53            | 2 869 (2022)                      | 104                |
| Arrelles                | 10009      | Arrellois           | 14,36            | 88 (2022)                         | 6,1                |
| Avirey-Lingey           | 10022      | Arivey-Lingeois     | 17,85            | 198 (2022)                        | 11                 |
| Bagneux-la-Fosse        | 10025      | Bagnolais           | 22,93            | 177 (2022)                        | 7,7                |
| Balnot-sur-Laignes      | 10029      | Balnotiers          | 10,13            | 157 (2022)                        | 15                 |
| Bertignolles            | 10041      |                     | 6,19             | 52 (2022)                         | 8,4                |
| Bourguignons            | 10055      | Berguignons         | 16,42            | 252 (2022)                        | 15                 |
| Bragelogne-Beauvoir     | 10058      | Doubet-Talibautiers | 23,39            | 221 (2022)                        | 9,4                |
| Briel-sur-Barse         | 10062      | Briellois           | 12,45            | 196 (2022)                        | 16                 |
| Buxeuil                 | 10068      | Buxeuillois         | 4,43             | 112 (2022)                        | 25                 |
| Buxières-sur-Arce       | 10069      | Beureillons         | 10,43            | 107 (2022)                        | 10                 |
| Celles-sur-Ource        | 10070      | Cellois             | 9,59             | 489 (2022)                        | 51                 |
| Chacenay                | 10071      |                     | 7,8              | 52 (2022)                         | 6,7                |
| Channes                 | 10079      | Channois            | 14,26            | 116 (2022)                        | 8,1                |
| Chappes                 | 10083      | Chappois            | 9,75             | 356 (2022)                        | 37                 |
| Chauffour-lès-Bailly    | 10092      | Chauffourois        | 19,01            | 135 (2022)                        | 7,1                |
| Chervey                 | 10097      |                     | 13,28            | 149 (2022)                        | 11                 |
| Courtenot               | 10109      | Cortisonufliens     | 8,37             | 213 (2022)                        | 25                 |
| Courteron               | 10111      | Coutreniots         | 10,33            | 100 (2022)                        | 9,7                |
| Cunfin                  | 10119      | Cunfinois           | 33,12            | 167 (2022)                        | 5                  |
| Éguilly-sous-Bois       | 10136      |                     | 10,11            | 114 (2022)                        | 11                 |
| Essoyes                 | 10141      | Essoyens            | 35,57            | 711 (2022)                        | 20                 |
| Fontette                | 10155      | Fontettois          | 19,36            | 179 (2022)                        | 9,2                |
| Fouchères               | 10158      | Folchèriciens       | 8,58             | 507 (2022)                        | 59                 |
| Fralignes               | 10159      |                     | 5,14             | 96 (2022)                         | 19                 |
| Gyé-sur-Seine           | 10170      | Gyratats            | 23,66            | 464 (2022)                        | 20                 |
| Jully-sur-Sarce         | 10181      | Jully-Sarçois       | 30,44            | 221 (2022)                        | 7,3                |
| Landreville             | 10187      | Landrevillois       | 14,2             | 385 (2022)                        | 27                 |
| Loches-sur-Ource        | 10199      | Lochois             | 13,71            | 350 (2022)                        | 26                 |
| Magnant                 | 10213      | Magnantais          | 15,32            | 163 (2022)                        | 11                 |
| Marolles-lès-Bailly     | 10226      | Marollais           | 4,4              | 120 (2022)                        | 27                 |
| Merrey-sur-Arce         | 10232      | Mérrotins           | 8,39             | 325 (2022)                        | 39                 |
| Mussy-sur-Seine         | 10261      | Musséens            | 28,07            | 944 (2022)                        | 34                 |
| Neuville-sur-Seine      | 10262      | Neuvillois          | 14,42            | 383 (2022)                        | 27                 |
| Noé-les-Mallets         | 10264      | Caquots             | 8,33             | 104 (2022)                        | 12                 |
| Plaines-Saint-Lange     | 10288      | Plainois            | 10,73            | 267 (2022)                        | 25                 |
| Poligny                 | 10294      | Polignois           | 1,59             | 58 (2022)                         | 36                 |
| Polisot                 | 10295      | Polisotins          | 10,52            | 322 (2022)                        | 31                 |
| Polisy                  | 10296      |                     | 11,35            | 176 (2022)                        | 16                 |
| Les Riceys              | 10317      | Ricetons            | 42,93            | 1 192 (2022)                      | 28                 |
| Rumilly-lès-Vaudes      | 10331      | Rumillons           | 42,38            | 580 (2022)                        | 14                 |
| Saint-Parres-lès-Vaudes | 10358      | Vaudois             | 3,08             | 1 079 (2022)                      | 350                |
| Saint-Usage             | 10364      | Saint-Eusébiens     | 16,3             | 69 (2022)                         | 4,2                |
| Thieffrain              | 10376      | Thiéffrinois        | 7,36             | 156 (2022)                        | 21                 |
| Vaudes                  | 10399      | Vaudois             | 7,57             | 708 (2022)                        | 94                 |
| Verpillières-sur-Ource  | 10404      | Daglins             | 17,93            | 109 (2022)                        | 6,1                |
| Ville-sur-Arce          | 10427      | Villesurarçois      | 16,16            | 203 (2022)                        | 13                 |
| Villemorien             | 10418      | Villemorienois      | 13,8             | 203 (2022)                        | 15                 |
| Villemoyenne            | 10419      | Villemoyennois      | 12,21            | 731 (2022)                        | 60                 |
| Villy-en-Trodes         | 10433      | Villerets           | 17,91            | 260 (2022)                        | 15                 |
| Virey-sous-Bar          | 10437      | Viretons            | 10,85            | 591 (2022)                        | 54                 |
| Vitry-le-Croisé         | 10438      | Vitryats            | 32,72            | 224 (2022)                        | 6,8                |
| Viviers-sur-Artaut      | 10439      | Vivorons            | 6,04             | 120 (2022)                        | 20                 |

## Démographie
| 1968   | 1975   | 1982   | 1990   | 1999   | 2006   | 2011   | 2016   |
| ------ | ------ | ------ | ------ | ------ | ------ | ------ | ------ |
| 19 263 | 19 773 | 20 092 | 19 899 | 19 373 | 19 445 | 19 594 | 19 051 |

## Administration

### Siège
La communauté de communes a son siège situé 4 Grande Rue de la Résistance à Bar-sur-Seine

### Conseil communautaire
En 2017, 71 conseillers communautaires siègent dans le conseil selon la répartition de droit commun.
| Nombre de délégués | Communes                                 |
| ------------------ | ---------------------------------------- |
| 9                  | Bar-sur-Seine                            |
| 4                  | Les Riceys                               |
| 3                  | Mussy-sur-Seine, Saint-Parres-lès-Vaudes |
| 2                  | Essoyes, Vaudes, Villemoyenne            |
| 1                  | Les autres communes                      |

### Présidence
La communauté de communes est actuellement présidée par Claude Penot.
| Début | Fin      | Identité        | Parti          | Qualité                      |
| ----- | -------- | --------------- | -------------- | ---------------------------- |
| 2017  | 2020     | Marion Quartier | Divers droite  | Maire de Marolles-lès-Bailly |
| 2020  | En cours | Claude Penot    | Sans étiquette | Maire de Ville-sur-Arce      |

## Compétences
La structure adhère au 
- Syndicat mixte d'élimination des déchets ménagers du territoire d'Orient
- Syndicat Départemental d'élimination des Déchets de l'Aube